# Magyar LMBT Szövetség
A Magyar LMBT Szövetség a magyarországi meleg, leszbikus, biszexuális és transznemű szervezeteket összefogó ernyőszervezet. 2009. január 25-én alakult, jelenleg 11 tagszervezete van.

## Céljai
A Szövetség célja a leszbikus, meleg, biszexuális és transznemű emberek jogegyenlőségének és érdekképviseletének előmozdítása, valamint az LMBT csoportok és szervezetek érdekvédelmi képviselete. A Szövetség  célja továbbá az emberi jogok védelme, a diszkrimináció és az előítéletek visszaszorítása, az LMBT emberek társadalmi befogadásának, láthatóságának növelése, öntudatának és identitásának erősítése.

## Tagszervezetek
- Atlasz Leszbikus, Meleg, Biszexuális és Transznemű Sportegyesület
- Szivárvány Misszió Alapítvány
- Háttér Társaság
- Labrisz Leszbikus Egyesület
- Magyar Aszexuális Közösség
- Patent Jogvédő Egyesület
- Partiscum Egyesület a Szegedi LMBT Közösségért
- qLit - Leszbikus Magazin és Programszervező Egyesület
- Szabadnem Közéleti Egyesület
- Szimpozion Egyesület
- Szivárványcsaládokért Alapítvány

## Külső hivatkozások
- A Magyar LMBT Szövetség honlapja

1. ↑  https://lmbtszovetseg.hu/szovetsegunk/tagszervezetek

## Fontos fogalmak, kifejezések
- Az LMBTQ közösséggel és a társadalmi nemekkel kapcsolatos legújabb fogalomgyűjtemény
- Karsay Dodó, Virág Tamás - Kérdőjelek helyett / LMBTQI-Kisokos a médiának útmutató (Magyar LMBT Szövetség, 2015) ISBN 978-963-12-2728-4